# Processo de Linz-Donawitz

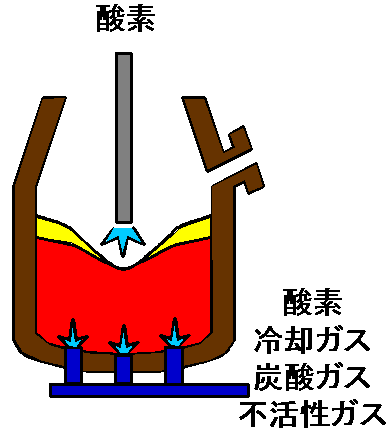
Processo Linz-Donawitz

O Conversor a Oxigênio ou Processo Linz-Donawitz é o processo mais comum para a produção de aço.
Nos conversores a oxigênio são fabricados mais de 50% da produção mundial de aço. No Brasil eles também são amplamente utilizados.
A carga desse conversor é constituída de ferro gusa líquido, sucata de ferro, minério de ferro e aditivos (fundentes).
Com uma lança refrigerada com água, injeta-se oxigênio puro a uma pressão de 4 a 12bar no conversor.
A oxidação do carbono e do silício presentes no metal líquido que é carregado dentro do conversor LD gera grande quantidade de energia, pois são reações  exotérmicas. Para neutralizar esta elevada temperatura que prejudicaria o refratário, adiciona-se sucata ou minério de ferro.
Pela adição de fundentes como a cal, os acompanhantes do ferro como o manganês, silício, fósforo e enxofre unem-se formando a escória.
Para aumentar a qualidade do aço, adicionam-se os elementos de liga no final do processo ou quando o aço está sendo vertido na panela, já pronto.
Os aços produzidos no LD não contém nitrogênio pois não se injeta ar, daí a alta qualidade obtida. Esse conversor oferece vantagens econômicas sobre os conversores do processo de Bessemer e Siemens Martin.